# Ерджумент Аслан
Ерджумент Аслан (тур. Ercüment Aslan; 7 червня 1976) — турецький професійний боксер, призер чемпіонатів світу та Європи серед аматорів.

## Аматорська кар'єра
1994 року на молодіжному чемпіонаті світу в Стамбулі став чемпіоном.
На чемпіонаті світу 1995 переміг чемпіона Азії та Азійських ігор Нуржана Сманова (Казахстан), а у чвертьфіналі програв Олегу Саїтову (Росія).
1996 року на чемпіонаті Європи програв в першому бою.
На Середземноморських іграх 1997 переміг Мухаммеда Хікал (Єгипет) і Антоніоса Яннуласа (Греція), програв Мухаммеду Мармурі (Туніс) і став срібним призером.
На чемпіонаті світу 1997 завоював бронзову медаль.
- В 1/16 фіналу переміг Роджера Петтерссона (Швеція) — 7-1
- В 1/8 фіналу переміг Тенгіза Джаошвілі (Грузія) — 6-4
- У чвертьфіналі переміг Міхая Котаї (Угорщина) — 12-4
- У півфіналі програв Єрмахану Ібраїмову (Казахстан) — RSCH 2

На чемпіонаті Європи 1998 завоював срібну медаль.
- В 1/8 фіналу переміг Олега Кудинова (Україна) — 7(+)-7
- У чвертьфіналі переміг Роберта Гортата (Польща) — 9-7
- У півфіналі переміг Адріана Д'якону (Румунія) — 5-1
- У фіналі програв Фредеріку Естер (Франція) — 1-4

На чемпіонаті світу 1999 програв в першому бою.

## Професіональна кар'єра
У листопаді 2002 року дебютував на професійному рингу. До грудня 2007 року провів десять боїв, в яких зазнав двох поразок.